# 189
سنة 189 م (بالأرقام الرومانية: CLXXXIX) كانت سنة بسيطة تبدأ يوم الأربعاء (الرابط يظهر نموذج الجدول الزمني الكامل للسنة) من التقويم اليولياني. بدأت تسمية السنة ب189 منذ العصور الوسطى المبكرة، عندما أصبح تقويم أنو دوميني هو الأسلوب السائد في أوروبا لتسمية السنوات.

## مواليد
- لينغ تونغ

## وفيات
- إيليتروس
- الإمبراطور لينغ من هان الإمبراطور الثاني  عشر لسلالة هان
- هي جين جنرال ووصي من عصر سلالة هان